# Я не повернуся (фільм)
«Я не повернуся» — кінофільм режисера Ільмара Рааґа, що вийшов на екрани в 2014 році.

## Зміст
Аня сирота, виховувався в притулку. Коли на неї падає підозра в скоєнні злочину, жінка переховується в дитячому будинку. Її мініатюрність і доглянутість допомагають зійти за підлітка. Там вона знайомиться з Христиною і разом з дівчинкою відправляється в далекий Казахстан до бабусі своєї нової подруги…

## Ролі
| Актор              | Роль             |
| ------------------ | ---------------- |
| Поліна Пушкарук    | Аня              |
| Віка Лобачова      | Христина         |
| Андрій Астраханцев | Андрій           |
| Сергій Яценюк      | Діма Морозов     |
| Ольга Білинська    | Наталія Іванівна |
| Алла Емінцева      | дружина Андрія   |
| Саша Лєснікова     | дочка Андрія     |
| Юрій Орлов         | слідчий          |
| Галина Мочалова    | бабуся Христини  |
| Тетяна Зикова      | Кішка            |

## Знімальна група
- Режисер — Ільмар Рааґ
- Сценарист — Ярослава Пуліновіч, Олег Газі
- Продюсер — Наталія Дрозд, Сергій Сельянов, Рійна Сільдос
- Композитор — Пану Аалті